# Condoiești (Vâlcea)
Condoiești es una localidad rumana de la comuna de Ștefănești, en el condado de Vâlcea.

## Historia
Hacia finales del siglo XIX la localidad, que ya por entonces pertenecía a la comuna de Ștefănești, en el condado de Vâlcea, tenía contabilizada una población de 384 habitantes.
En la segunda mitad del siglo XX seguía formando parte del condado de Vâlcea. En el censo de 2021 la localidad tenía una población de 340 habitantes.